# Laurel (Montana)
Pour les articles homonymes, voir Laurel.
La ville de Laurel est située dans le comté de Yellowstone, dans l’État du Montana, aux États-Unis. Selon le recensement de 2010, sa population s’élève à 6 781 habitants.

## Presse
L’hebdomadaire local est le Laurel Outlook.

## Source
- (en) Cet article est partiellement ou en totalité issu de l’article de Wikipédia en anglais intitulé « Laurel, Montana » (voir la liste des auteurs).